# 日本占領時期のナウル
日本占領時期のナウル（にほんせんりょうきのナウル）は、当時オーストラリアの施政下にあった太平洋の島国ナウルが日本軍の作戦の一環として占領された3年間（1942年8月26日から1945年9月13日）を指す。太平洋戦争（大東亜戦争）の開戦に伴い、日本の南洋領土に隣接する島々は、日本本土、特に日本の太平洋周辺領土の防衛を任務とする帝国海軍にとって極めて重要な問題となった。 
日本はナウル島のリン鉱資源を利用し、同地域の軍事防衛を強化することを目的としていた。リン鉱の採掘再開には至らなかったが、ナウル島を要塞化することには成功し、太平洋反攻作戦を進める連合国軍は同島を回避する方針をとった。日本軍が建設した最も重要なインフラは飛行場であり、これは連合国軍の度重なる空爆の標的となった。
また、戦争は現地住民に深刻な影響を及ぼした。日本軍は厳格な統治体制を敷き、特に人種的に最下層とみなされた中国人労働者に対しては過酷な労働と残虐な扱いが日常的に行われた。日本軍は先住ナウル人の大半を数百マイル離れたトラック諸島へ強制移住させ、移送先では高い死亡率が記録された。兵士や移入労働者で人口が過密状態にあった島内では、食糧不足が深刻化し、連合国の「飛び石作戦」によって外部との連絡が断たれる中で状況はさらに悪化した。
ナウル島の日本守備隊は、連合国による制空・制海権の掌握により実質的に無力化されていたが、日本の公式降伏から11日後まで投降しなかった。　